# سه شین مقدس
سه شین مقدس فیلم کوتاه تلویزیونی به کارگردانی خسرو ملکان،  ساخته سال ۱۳۵۹ می‌باشد، که در نوروز ۱۳۶۰ از تلویزیون پخش شد.

## بازیگران
- فرهاد محبت
- فیروزه پارسا
- مرتضی نیکخواه
- منیژه آرا